# Digitalis lamarckii
Digitalis lamarckii är en grobladsväxtart som beskrevs av Ivan.. Digitalis lamarckii ingår i släktet fingerborgsblommor, och familjen grobladsväxter. Inga underarter finns listade i Catalogue of Life.

## Bildgalleri

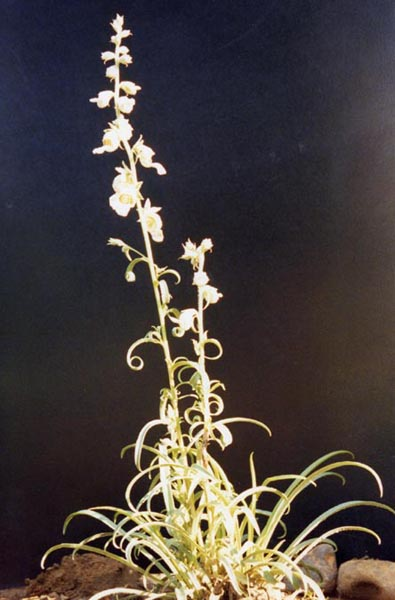
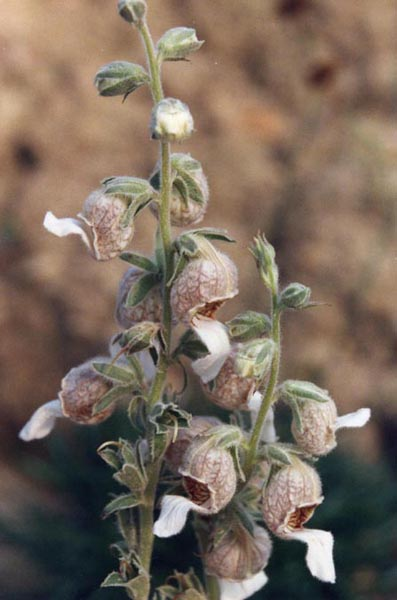